# Sveriges dummaste
Sveriges dummaste är ett svenskt underhållningsprogram som hade premiär på TV4 och TV4 Play den 14 augusti 2025. Programledare är Mauri Hermundsson och Björn Hellberg. Den svenska upplagan är baserad på det norska TV-programmet Norges dummeste vars första säsong hade premiär under 2024.

## Upplägg
I programmet tävlar 10 kända svenskar om att undvika att vinna titeln Sveriges dummaste. I programmet sätts kändisarnas kunskaper på prov i allt från historia, låttexter till slangord och logikövningar. Tävlingen är omvänd vilket innebär att det gäller det att åka ut först. Den deltagare som presterar bäst i tävlingsmomenten får åka hem ”med hedern i behåll”. Ju längre man är kvar i tävlingen desto större risk att kamma hem titeln som Sveriges dummaste.

## Deltagare
- Lotta Engberg
- Mikael Sandström
- Tilda Törnqvist
- Samir Badran
- Anders Svensson
- Ikenna Abika
- Bathina Philipson
- Suzanne Axell - plats 10, först att få lämna
- Lia Larsson
- Bingo Rimér